# Heders-Oscar
Heders-Oscar eller Hedersoscar (Academy Honorary Award; tidigare kallad Special Award) är ett amerikanskt filmpris, som delas ut av Amerikanska filmakademien sedan den första oscarsgalan, 1929. Då dock under den gamla titeln Special-Oscar eller Specialoscar, eftersom titeln Heders-Oscar inte började användas förrän 1948. Priset är ett hederspris för personer eller företag som, ofta under lång tid, haft stort inflytande inom främst amerikansk film. Innan Oscar för bästa icke-engelskspråkiga film blev en egen kategori, tilldelades det priset som en Heders-Oscar. Även Academy Juvenile Award ses som en sorts Heders-Oscar, och finns med i listan nedan. Året avser året personen eller filmen vann för, inte året då de tilldelades en Oscar.

## Pristagare

### 1920-talet
| År        | Pristagare      | Notering | Pris     |
| --------- | --------------- | --- | -------- |
| 1927/1928 | Warner Bros.    | "För produceringen av Jazzsångaren (1927), pionjären inom film med dialog, som har revolutionerat filmindustrin." | Statyett |
| 1927/1928 | Charlie Chaplin | "För skådespel, manus, regi och producering av Cirkus (1928)."                                                    | Statyett |
| 1928/1929 | —               | Inget pris gavs ut detta år                                                                                       | —        |
| 1929/1930 | —               | Inget pris gavs ut detta år                                                                                       | —        |

### 1930-talet
| År        | Pristagare | Notering | Pris                                                      |
| --------- | --- | --- | --------------------------------------------------------- |
| 1930/1931 | — | Inget pris gavs ut detta år | —                                                         |
| 1931/1932 | Walt Disney | "För skapandet av Musse Pigg." | Statyett                                                  |
| 1932/1933 | — | Inget pris gavs ut detta år | —                                                         |
| 1934      | Shirley Temple | "Ett tacksamt erkännande för hennes enastående bidrag till underhållning på filmduken under år 1934." | Miniatyrstatyett                                          |
| 1935      | — | Inget pris gavs ut detta år | —                                                         |
| 1936      | March of Time | "För dess signifikans för långfilmen och för att ha revolutionerat en av industrins viktigaste branscher – journalfilmen." | —                                                         |
| 1936      | W. Howard Greene och Harold Rosson | "För färgscenografin i Selznick International Production, The Garden of Allah." | Plakett                                                   |
| 1937      | Edgar Bergen | "För hans enastående komediskapelse, 'Charlie McCarthy'." | Statyett i trä med rörlig mun                             |
| 1937      | W. Howard Greene | "För fotot i färg i Skandal i Hollywood." | Plakett                                                   |
| 1937      | Museum of Modern Art Film Library | "För deras viktiga arbete med att samla film från 1895 till idag och för att för första gången göra den historiska och estetiska utvecklingen av filmen tillgänglig för privatpersoner."                                                                                                  | Certifikat                                                |
| 1937      | Mack Sennett | "För hans ihållande bidrag till den komiska tekniken på filmduken, basprinciperna som är lika viktiga idag som när de införskaffades, vill akademien ge ett speciellt pris till mästaren av skoj, stjärnupptäckaren, det sympatiska, varma och förstående komiska geniet - Mack Sennett." | Statyett                                                  |
| 1938      | J. Arthur Ball | "För hans enastående bidrag till färgfilmens utveckling i filmindustrin." | Certifikat                                                |
| 1938      | Walt Disney | "För Snövit och de sju dvärgarna [1937], erkänd som en signifikant filminnovation som har charmat miljoner och banat väg för ett nytt stort område för den tecknade filmen." | En statyett med sju ministatyetter på en och samma platta |
| 1938      | Deanna Durbin och Mickey Rooney | "För deras signifikanta bidrag med att föra ungdomens anda och personlighet till filmduken, och som unga skådespelare sätta en hög standard för förmåga och prestation." | Miniatyrstatyett                                          |
| 1938      | Gordon Jennings, Jan Domela, Devereaux Jennings, Irmin Roberts, Art Smith, Farciot Edouart, Loyal Griggs, Loren L. Ryder, Harry D. Mills, Louis Mesenkop, Walter Oberst | "För sitt enastående arbete i att skapa specialfoto och ljudeffekter i Paramountproduktionen Spawn of the North." | Plakett                                                   |
| 1938      | Oliver T. Marsh och Allen Davey | "För färgscenografin i Metro-Goldwyn-Mayerproduktionen Kärleksduetten." | Plakett                                                   |
| 1938      | Harry Warner | "För hans patriotiska arbete med historiska kortfilmsproduktioner, som visar signifikanta episoder av det amerikanska folkets tidiga slit för frihet." | Certifikat                                                |
| 1939      | Douglas Fairbanks | "För det unika och enastående bidraget av Douglas Fairbanks, akademiens första preses, till den internationella utvecklingen av filmen." | Statyett                                                  |
| 1939      | Judy Garland | "För sin enastående unga insats på filmduken under de senaste året." | Miniatyrstatyett                                          |
| 1939      | William Cameron Menzies | "För det enastående arbetet med användandet av färg för att skapa den dramatiska tonen i Borta med vinden." | Plakett                                                   |
| 1939      | Motion Picture Relief Fund | För erkännandet av den enastående insatserna till industrin under det senaste året av Motion Picture Relief Fund och deras progressiva ledarskap. Presenterat till Jean Hersholt, Ralph Morgan, Ralph Block och Conrad Nagel.                                                             | Plakett                                                   |
| 1939      | Technicolor Company | "För deras bidrag för att framgångsrikt ta en trefärgad produktion till filmduken." | Statyett                                                  |

### 1940-talet
| År   | Pristagare                                                                      | Notering | Pris                                               |
| ---- | ------------------------------------------------------------------------------- | --- | -------------------------------------------------- |
| 1940 | Bob Hope                                                                        | "För sina osjälviska insatser i filmindustrin." | Silverplakett                                      |
| 1940 | Nathan Levinson                                                                 | "För hans enastående arbete för industrin och armén under de senaste nio åren, vilket har gjort den effektiva mobiliseringen av filmindustrin inom arméträning möjlig."                                                         | Statyett                                           |
| 1941 | Walt Disney, William Garity, John N. A. Hawkins, och RCA Manufacturing Company  | "För deras enastående bidrag till utvecklingen i användandet av ljud i långfilmer genom produktionen Fantasia." | Meritcertifikat                                    |
| 1941 | Leopold Stokowski och hans kollegor                                             | "För deras unika insats i skapandet av en ny form av visuell musik i Walt Disneys produktion Fantasia, och därmed breddar öppningen för filmen som underhållning och konstform."                                                | Meritcertifikat                                    |
| 1941 | Rey Scott                                                                       | "För hans extraordinära arbete i produktionen Kukan, en film om Kinas problem, inklusive fotot med en 16mm kamera under svåra och farliga förhållanden."                                                                        | Meritcertifikat                                    |
| 1941 | British Ministry of Information                                                 | "För deras starka och dramatiska presentation av heroism av RAF i dokumentärfilmen Target for Tonight. | Meritcertifikat                                    |
| 1942 | Charles Boyer                                                                   | "För hans progressiva kulturella framgång med att grunda French Research Foundation i Los Angeles som en referenskälla till Hollywoods filmindustri."                                                                           | Meritcertifikat                                    |
| 1942 | Noël Coward                                                                     | "För hans enastående insats i produktionen av In Which We Serve" | Meritcertifikat                                    |
| 1942 | Metro-Goldwyn-Mayer                                                             | "För deras insats i att representera det amerikanska livet i produktionen av 'Andy Hardy'-filmerna." | Meritcertifikat                                    |
| 1943 | George Pal                                                                      | "För utvecklingen av novellmetoder och tekniker i korta produktioner kända som Puppetoons." | Plakett; ersatt med statyett 1967                  |
| 1944 | Bob Hope                                                                        | "För hans många tjänster för akademien." | Livstidsmedlemskap i den amerikanska filmakademien |
| 1944 | Margaret O'Brien                                                                | "Enastående barnskådespelare under 1944." | Miniatyrstatyett                                   |
| 1945 | Republic Studio, Daniel J. Bloomberg och Republic Studio Sound Department       | "För byggandet av en enastående musikstudio med optimala inspelningsvillkor och blandar alla element av akustisk och teknisk design."                                                                                           | Certifikat                                         |
| 1945 | Walter Wanger                                                                   | "För hans sex år som president för den amerikanska filmakademien." | Speciellt plakett                                  |
| 1945 | The House I Live In                                                             | Kortfilm; producerad av Frank Ross och Mervyn LeRoy; regisserad av Mervyn LeRoy; manus av Albert Maltz; sång "The House I Live In",musik av Earl Robinson, text av Lewis Allan; medverkande Frank Sinatra; släppt av RKO Radio. | Certifikat                                         |
| 1945 | Peggy Ann Garner                                                                | "Enastående barnskådespelare under 1945." | Miniatyrstatyett                                   |
| 1946 | Harold Russell                                                                  | "För att ha bragt hopp och mod till sina veteranfränder genom sin medverkan i The Best Years of Our Lives" | Statyett                                           |
| 1946 | Laurence Olivier                                                                | "För hans enastående framgång som skådespelare, producent och regissör under framtagandet av Henry V till filmduken." | Statyett                                           |
| 1946 | Ernst Lubitsch                                                                  | "För hans distinkta bidrag till filmkonsten." | Certifikat                                         |
| 1946 | Claude Jarman, Jr.                                                              | "Enastående barnskådespelare under 1946." | Miniatyrstatyett                                   |
| 1947 | James Baskett                                                                   | "För hans hjärtevärmande karaktärisering av Uncle Remus, vän och historieberättare för världens barn i Walt Disneys Song of the South."                                                                                         | Statyett                                           |
| 1947 | Thomas Armat, Colonel William N. Selig, Albert E. Smith, och George Kirke Spoor | Medlemmar av "den lilla gruppen pionjärer vars tro på ett nytt medium, och deras bidrag till dess utveckling, banade vägen för filmkonsten under deras livstid, från anonymitet till världsberömmelse."                         | Statyett                                           |
| 1947 | Bill and Coo                                                                    | "I vilken artisteriet och tålamodet blandades i ett nytt och underhållande sätt att använda film." | Plakett; ersatt med en statyett 1976               |
| 1947 | Ungdomsfängelset (Italiensk originaltitel: Sciuscià)                            | Den höga kvaliteten på den här filmen om det tuffa livet från ett land ärrat av krig, är ett bevis att världens kreativa anda kan triumfera över motgångar.                                                                     | Statyett                                           |
| 1948 | Walter Wanger                                                                   | "För hans distinkta tjänstgöring till industrin i att utöka dess moralresning i världssamfundet genom hans produktion Jeanne d'Arc."                                                                                            | Statyett                                           |
| 1948 | Monsieur Vincent                                                                | Framröstad av guvernörsakademien till den bästa icke-engelsktalande filmen släppt i USA under 1948. | Statyett                                           |
| 1948 | Sid Grauman                                                                     | "En showmästare, som höjde ribban för utställningen av filmer." | Statyett                                           |
| 1948 | Adolph Zukor                                                                    | "En man som kallats filmens fader i USA, för hans bidrag till industrin i en period över fjorton år." | Statyett                                           |
| 1949 | Jean Hersholt                                                                   | "För hans tjänstgöring som akademiens ordförande under fyra perioder." | Statyett på en kvadratisk träbas                   |
| 1949 | Fred Astaire                                                                    | "För hans unika artisteri och hans bidrag till tekniken i musikaliska filmer." | Statyett                                           |
| 1949 | Cecil B. DeMille                                                                | "Distinkt filmpionjär i över 37 år av briljant ledarskap." | Statyett                                           |
| 1949 | Cykeltjuven (Italiensk originaltitel: Ladri di biciclette)                      | Framröstad av guvernörsakademien till den bästa icke-engelsktalande filmen släppt i USA under 1949. | Statyett                                           |

### 1950-talet
| År   | Pristagare                                                                                            | Notering | Pris             |
| ---- | --- | --- | ---------------- |
| 1950 | Louis B. Mayer                                                                                        | "För en distinkt tjänstgöring till filmindustrin.” | Statyett         |
| 1950 | George Murphy                                                                                         | "För hans bidrag till att framföra filmindustrin i stort till landet.”                                                                                             | Statyett         |
| 1950 | Farlig hamn (Italiensk originaltitel: Le mura di Malapaga, fransk originaltitel: Au-delà des grilles) | Framröstad av guvernörsakademien till den bästa icke-engelsktalande filmen släppt i USA under 1950.                                                                | Statyett         |
| 1951 | Gene Kelly                                                                                            | "I tacksamhet för hans mångsidighet som skådespelare, sångare, regissör och dansare, och i synnerhet för hans briljanta prestationer i koreografikonsten på film." | Statyett         |
| 1951 | Demonernas port (Japansk originaltitel: Rashomon)                                                     | Framröstad av guvernörsakademien till den bästa icke-engelsktalande filmen släppt i USA under 1951.                                                                | Statyett         |
| 1952 | Merian C. Cooper                                                                                      | "För hans många innovationer och bidrag till filmkonsten.” | Statyett         |
| 1952 | Bob Hope                                                                                              | "För hans bidrag till skratt för världen, hans tjänstgöring till filmindustrin och hans hängivenhet till den amerikanska premissen.”                               | Statyett         |
| 1952 | Harold Lloyd                                                                                          | "Mästarkomiker och en god medborgare.” | Statyett         |
| 1952 | George Mitchell                                                                                       | "För designen och utvecklingen av kameran som bär samma namn som han, och för hans fortsatt dominanta medverkan i filmindustrin.”                                  | Statyett         |
| 1952 | Joseph M. Schenck                                                                                     | "För en lång och distinkt tjänstgöring för filmindustrin.” | Statyett         |
| 1952 | Förbjuden lek (Fransk originaltitel: Jeux interdits)                                                  | Framröstad av guvernörsakademien till den bästa icke-engelsktalande filmen släppt i USA under 1952.                                                                | Statyett         |
| 1953 | 20th Century-Fox Film Corporation                                                                     | "För uppmärksammandet av deras fantasi, ledarskap och framsyn i introducerandet av den revolutionerade tekniken känd som Cinemascope.”                             | Statyett         |
| 1953 | Bell & Howell Company                                                                                 | "För deras pionjära och grundläggande bidrag till utvecklingen av filmindustrin.”                                                                                  | Statyett         |
| 1953 | Joseph Breen                                                                                          | "För hans medvetna, fördomsfria och värdiga ledarskap av Motion Picture Production Code”                                                                           | Statyett         |
| 1953 | Pete Smith                                                                                            | "För hans kvicka och skarpa observationer av den amerikanska scenen i hans serie av 'Pete Smith Specialties'.”                                                     | Statyett         |
| 1954 | Bausch & Lomb Optical Company                                                                         | "För deras bidrag till utvecklingen av filmindustrin." | Statyett         |
| 1954 | Danny Kaye                                                                                            | "För hans unika talanger, hans tjänstgöring för akademien och filmindustrin samt det amerikanska folket.”                                                          | Statyett         |
| 1954 | Kemp Niver                                                                                            | "För utvecklingen av the Renovare Process, som har gjort det möjligt att restaurera Library of Congress filmsamling.”                                              | Statyett         |
| 1954 | Greta Garbo                                                                                           | "För hennes oförglömliga filmframträdanden.” | Statyett         |
| 1954 | Jon Whiteley                                                                                          | "För hans enastående unga prestation i Kidnappers - skogarnas folk                                                                                                 | Miniatyrstatyett |
| 1954 | Vincent Winter                                                                                        | "För hans enastående unga prestation i Kidnappers - skogarnas folk                                                                                                 | Miniatyrstatyett |
| 1954 | Helvetets port (Japansk originaltitel: Jigokumon)                                                     | Framröstad av guvernörsakademien till den bästa icke-engelsktalande filmen släppt i USA under 1954.                                                                | Statyett         |
| 1955 | Samurai I: Musashi Miyamoto                                                                           | Bästa icke-engelsktalande filmen släppt i USA under 1955. | Statyett         |
| 1956 | Eddie Cantor                                                                                          | “För en distinkt tjänstgöring till filmindustrin.” | Statyett         |
| 1957 | Society of Motion Picture and Television Engineers (SMPTE)                                            | "För deras bidrag till utvecklingen av filmindustrin.” | Statyett         |
| 1957 | Gilbert M. "Broncho Billy" Anderson                                                                   | "Filmpionjär, för hans bidrag till utvecklingen av filmindustrin som underhållning.”                                                                               | Statyett         |
| 1957 | Charles Brackett                                                                                      | "För hans enastående tjänstgöring till akademien.” | Statyett         |
| 1957 | B. B. Kahane                                                                                          | "För hans distinkta tjänstgöring till filmindustrin.” | Statyett         |
| 1958 | Maurice Chevalier                                                                                     | “För hans bidrag till världens underhållning i över ett halvt århundrade.”                                                                                         | Statyett         |
| 1959 | Buster Keaton                                                                                         | "För hans unika talanger som gett oss odödliga komedifilmer.” | Statyett         |
| 1959 | Lee de Forest                                                                                         | "För hans pionjära uppfinningar som gett ljud till filmen.” | Statyett         |

### 1960-talet
| År   | Pristagare           | Notering | Pris             |
| ---- | -------------------- | --- | ---------------- |
| 1960 | Gary Cooper          | "För hans minnesvärda framträdanden på filmduken och hans internationella framgång som han, som en individ, gett till filmindustrin."                                            | Statyett         |
| 1960 | Stan Laurel          | "För hans kreativa pionjärgärning inom området för komedi på film." | Statyett         |
| 1960 | Hayley Mills         | "För Pollyanna, den mest enastående unga insatsen under 1960." | Miniatyrstatyett |
| 1961 | William L. Hendricks | "För hans enastående patriotiska tjänstgöring i idé, manus och produktion av filmen om USA:s marinkår, A Force in Readiness, som har fört ära till akademien och filmindustrin." | Statyett         |
| 1961 | Fred L. Metzler      | "För hans hängivenhet och enastående tjänstgöring till akademien." | Statyett         |
| 1961 | Jerome Robbins       | "För hans briljanta framgångar med koreografi på film." | Statyett         |
| 1962 | —                    | Inget pris gavs ut detta år | —                |
| 1963 | —                    | Inget pris gavs ut detta år | —                |
| 1964 | William J. Tuttle    | "För hans enastående sminkarbete i 7 Faces of Dr. Lao." | Statyett         |
| 1965 | Bob Hope             | "För hans unika och distinkta tjänstgöring till vår industri och akademien." | Guldmedalj       |
| 1966 | Yakima Canutt        | "För sina framgångar som stuntman och för utvecklingen av säkerhetsanordningar för att skydda stuntmän runt om i hela världen."                                                  | Statyett         |
| 1966 | Y. Frank Freeman     | "För en annorlunda och enastående tjänstgöring till akademien under hans trettio år i Hollywood."                                                                                | Statyett         |
| 1967 | Arthur Freed         | "För distinkta tjänstgöringar till akademien och för produktionen av sex kritikerrosade TV-sändningar."                                                                          | Statyett         |
| 1968 | John Chambers        | "För hans enastående sminkframgångar i filmen Apornas planet." | Statyett         |
| 1968 | Onna White           | "För hennes enastående koreografiframgångar i Oliver!." | Statyett         |
| 1969 | Cary Grant           | "För hans unika mästeri i skådespelskonsten med respekt och tillgivenhet för sina kollegor."                                                                                     | Statyett         |

### 1970-talet
| År   | Pristagare                              | Notering | Pris     |
| ---- | --------------------------------------- | --- | -------- |
| 1970 | Lillian Gish                            | "För ett superlativt artisteri och för hennes viktiga bidrag till filmindustrins framfart."                                                                                              | Statyett |
| 1970 | Orson Welles                            | "För sitt superlativa artisteri och mångsidighet i skapandet av film." | Statyett |
| 1971 | Charlie Chaplin                         | "För den oberäkneliga effekt han har haft i skapandet av film som konstform under detta århundrade."                                                                                     | Statyett |
| 1972 | Charles S. Boren                        | "Ledare för 38 år av branschens upplysta arbetsmarknadsrelationer och arkitekten bakom sin politik för icke-diskriminering, med respekt och tillgivenhet för alla som arbetar i filmer." | Statyett |
| 1972 | Edward G. Robinson *                    | "Som hade många framgångar i flera olika områden, och en hängiven medborgare. I helhet, en renässansman. Från hans vänner i industrin som han älskade."                                  | Statyett |
| 1973 | Henri Langlois                          | "För hans hängivenhet till filmkonsten, hans massiva bidrag i att värna om det förflutna och hans ostoppbara tro på framtiden."                                                          | Statyett |
| 1973 | Groucho Marx                            | "För hans briljanta kreativitet och för den ojämförbara framgångarna för Bröderna Marx inom filmkonstens komediscen."                                                                    | Statyett |
| 1974 | Howard Hawks                            | "En amerikansk filmskaparmästare, vars kreativitet håller en stående plats i världens."                                                                                                  | Statyett |
| 1974 | Jean Renoir                             | "Ett geni som med värdighet, ansvar och en avundsvärd hängivenhet genom stumfilmen, ljudfilm, långfilm, dokumentär och TV, har vunnit världens beundran."                                | Statyett |
| 1975 | Mary Pickford                           | "För hennes unika bidrag till filmindustrin och utvecklingen av filmen som ett artistiskt media."                                                                                        | Statyett |
| 1976 | —                                       | Inget pris gavs ut detta år | —        |
| 1977 | Margaret Booth                          | "För hennes exceptionella bidrag till filmklippning i filmindustrin." | Statyett |
| 1978 | Walter Lantz                            | "För framtagandet av glädje och skratt i världens alla hörn genom sina unika animerade filmer."                                                                                          | Statyett |
| 1978 | Lord Laurence Olivier                   | "För allt jobb, de unika framgångarna under hela hans karriär och hans bidrag under livet till filmkonsten."                                                                             | Statyett |
| 1978 | King Vidor                              | "För hans ojämförbara framgångar som en biografisk skapare och uppfinnare." | Statyett |
| 1978 | Museum of Modern Art Department of Film | "För bidraget de gjort för allmänhetens tillgång till filmen som konstform." | Statyett |
| 1979 | Hal Elias                               | "För hans hängivenhet och enastående tjänstgöring för akademien." | Statyett |
| 1979 | Sir Alec Guinness                       | "För avancerandet av skådespelskonsten genom en lång rad av minnesvärda och enastående prestationer."                                                                                    | Statyett |

- * (Postum vinst)

### 1980-talet
| År   | Pristagare                          | Notering | Pris     |
| ---- | ----------------------------------- | --- | -------- |
| 1980 | Henry Fonda                         | "Den driftige skådespelaren, för hans briljanta framgångar och ihärdiga bidrag till filmkonsten."                                                                | Statyett |
| 1981 | Barbara Stanwyck                    | "För en strålande kreativitet och unika bidrag till skådespelskonsten."                                                                                          | Statyett |
| 1982 | Mickey Rooney                       | "För hans över 60 år av mångsidighet i en rad varierande filmframträdanden."                                                                                     | Statyett |
| 1983 | Hal Roach                           | "För hans oslagbara rekord av viktiga bidrag till filmkonsten."                                                                                                  | Statyett |
| 1984 | James Stewart                       | "För hans femtio år av minnesvärda framträdanden. För hans höga ideal både på och utanför filmduken. Med respekt och tillgivenhet till sina kollegor."           | Statyett |
| 1984 | The National Endowment for the Arts | "För deras 20-årsjubileum och deras hängivna insats för att framhäva en artistisk och kreativ aktivitet och perfektion i alla konstområden."                     | Statyett |
| 1985 | Paul Newman                         | "För hans många minnesvärda och omvälvande filmprestationer och för hans personliga integritet och hängivenhet till sitt yrke."                                  | Statyett |
| 1985 | Alex North                          | "För hans briljanta artisteri och skapandet av minnesvärd musik i en rad enastående filmer."                                                                     | Statyett |
| 1986 | Ralph Bellamy                       | "För hans unika artisteri och hans stående tjänstgöring till skådespelsyrket."                                                                                   | Statyett |
| 1987 | —                                   | Inget pris gavs ut detta år | —        |
| 1988 | Eastman Kodak Company               | "För företagets fundamentala bidrag till filmkonsten under det första århundradet i filmhistorien."                                                              | Statyett |
| 1988 | National Film Board of Canada       | "För deras 50-årsjubileum och dess hängivna insatser för original artisteri, kreativitet och teknisk aktivitet och perfektion i alla områden inom filmskapande." | Statyett |
| 1989 | Akira Kurosawa                      | "För filmiska framgångar som har inspirerat, upplyft, berikat och underhållit publik och inspirerat filmskapare över hela världen."                              | Statyett |

### 1990-talet
| År   | Pristagare             | Notering | Pris     |
| ---- | ---------------------- | --- | -------- |
| 1990 | Sophia Loren           | "En av de genuina skatterna i filmvärlden som, i en karriär berikad av minnesvärda framträdanden, har adderat en permanent lust i vårt konstform."                       | Statyett |
| 1990 | Myrna Loy              | "För hennes extraordinära kvaliteter både på och utanför filmduken, med tacksamhet för en livstid av oförglömliga framträdanden."                                        | Statyett |
| 1991 | Satyajit Ray           | "För hans ovanliga mästeri av filmkonsten, och för hans djupa humanitära framtoning, som har framhävt ovärderliga influenser hos filmskapare och publiker världen runt." | Statyett |
| 1992 | Federico Fellini       | "För hans filmiska framgångar som har uppjagat och underhållit publik över hela världen"                                                                                 | Statyett |
| 1993 | Deborah Kerr           | "För en karriär fylld av eleganta och vackra framträdanden." | Statyett |
| 1994 | Michelangelo Antonioni | "För hans plats som en av filmens mästare inom visuell design." | Statyett |
| 1995 | Kirk Douglas           | "För 50 år som en kreativ och moralisk kraft inom filmindustrin." | Statyett |
| 1995 | Chuck Jones            | "För skapandet av klassiska tecknade filmer och karaktärer vars animerade liv har medfört glädje till vår riktiga värld i över ett halvt århundrade."                    | Statyett |
| 1996 | Michael Kidd           | "För hans tjänstgöring till danskonsten i filmkonsten." | Statyett |
| 1997 | Stanley Donen          | "I tacksamhet för en långa karriär fylld med värdiga, vackra, kvicka och visuella innovationer."                                                                         | Statyett |
| 1998 | Elia Kazan             | "I tacksamhet för en lång, enastående och ojämförbar karriär under vilken han har influerat filmskaparnaturen genom sina skapelser av filmiska mästerverk."              | Statyett |
| 1999 | Andrzej Wajda          | "För fem årtionden av extraordinär filmregi." | Statyett |

### 2000-talets första decennium
| År   | Pristagare         | Notering | Pris     |
| ---- | ------------------ | --- | -------- |
| 2000 | Jack Cardiff       | "Mästare av ljus och färg." | Statyett |
| 2000 | Ernest Lehman      | "I tacksamhet för en karriär av varierande och bestående verk."                                                                            | Statyett |
| 2001 | Sir Sidney Poitier | "För hans enastående framgångar som en konstnär och som människa."                                                                         | Statyett |
| 2001 | Robert Redford     | "Skådespelare, regissör, producent, skapare av Sundance, ger han inspiration till oberoende och innovativa filmskapare över hela världen." | Statyett |
| 2002 | Peter O'Toole      | "Vars enastående talanger har gett filmhistorien några av dess mest minnesvärda karaktärer."                                               | Statyett |
| 2003 | Blake Edwards      | "För hans manusskrivande, regi och producering av extraordinära verk för filmduken."                                                       | Statyett |
| 2004 | Sidney Lumet       | "För hans briljanta tjänstgöringar till manusförfattare, skådespelare och för filmkonsten."                                                | Statyett |
| 2005 | Robert Altman      | "För en karriär som har återkommande återuppfunnit konstformen och inspirerat filmskapare publiker."                                       | Statyett |
| 2006 | Ennio Morricone    | "För hans magnifika och multivarierande bidrag till filmkonstens musik."                                                                   | Statyett |
| 2007 | Robert F. Boyle    | "För en av de största karriärerna inom filmens konstriktning."                                                                             | Statyett |
| 2008 | —                  | Inget pris gavs ut detta år | —        |
| 2009 | Lauren Bacall      | "För hennes centrala plats i filmens gyllene tid."                                                                                         | Statyett |
| 2009 | Roger Corman       | "För hans berikande framtagande av filmer och filmskapare."                                                                                | Statyett |
| 2009 | Gordon Willis      | "För en oöverträffad bemästring av ljus, skugga, färg och rörelser."                                                                       | Statyett |

### 2010-talet
| År   | Pristagare           | Notering | Pris     |
| ---- | -------------------- | --- | -------- |
| 2010 | Kevin Brownlow       | "För den visa och hängivna porträtteringen av den filmiska paraden." | Statyett |
| 2010 | Jean-Luc Godard      | "För passion, för koncentration, för en ny sorts bio." | Statyett |
| 2010 | Eli Wallach          | "För en livstid präglad av oförglömliga karaktärer." | Statyett |
| 2011 | James Earl Jones     | "För hans arv av bestående perfektion och oväntad mångsidighet." | Statyett |
| 2011 | Dick Smith           | "För hans ojämförbara bemästring av textur, nyans, form och illusion." | Statyett |
| 2012 | Donn Alan Pennebaker | "Har inspirerat generationer av filmskapare med hans "du är här"-stil. Han är sedd en av grundarna till filmens véritérörelse."                                                                                        | Statyett |
| 2012 | Hal Needham          | "En pionjär inom att förbättra stuntområdets teknologi och säkerhetsprocedurer." | Statyett |
| 2012 | George Stevens, Jr.  | "En outtröttlig kämpe för konsten i USA och i synnerhet den mest amerikanska konsten: Filmen i Hollywood." | Statyett |
| 2013 | Angela Lansbury      | "En underhållande ikon som har skapat några av filmens mest minnesvärda karaktärer, som inspirerat flera generationer av skådespelare."                                                                                | Statyett |
| 2013 | Steve Martin         | "För hans extraordinära talanger och den unika inspirationen han har fört till filmkonsten." | Statyett |
| 2013 | Piero Tosi           | "En visionär vars ojämförbara kostymdesigner har skapat en tidlös och levande konstform inom film." | Statyett |
| 2014 | Jean-Claude Carrière | "Vars eleganta hantverk till manus har gått från konst till en litteraturnivå." | Statyett |
| 2014 | Hayao Miyazaki       | "Har för evigt djupt influerat animation, inspirerat generationer av konstnärer att arbeta inom vårt område och upplysa dess obegränsade potential..."                                                                 | Statyett |
| 2014 | Maureen O'Hara       | "En av Hollywoods mest skinande stjärnor, vars inspirerande prestationer glödde med passion, värme och styrka." | Statyett |
| 2015 | Spike Lee            | "En mästare av indiefilmer och inspiration till unga filmskapare" | Statyett |
| 2015 | Gena Rowlands        | "En originell talang vars hängivenhet till sitt yrke har gjort henne världsvid erkänd som en självständig filmikon" | Statyett |
| 2016 | Jackie Chan          | "Han har medverkat i, och ibland även skrivit, regisserat och producerat, fler än 30 kampsportsfilmer från sitt hem Hong Kong, charmat publiken med sin lysande atletism, uppfinningsrika stunt och gränslösa karisma" | Statyett |
| 2016 | Lynn Stalmaster      | "I över fem decennier har hans talanger synts i över 200 filmer... Och har varit instrumentell i kända skådespelares karriärer"                                                                                        | Statyett |
| 2016 | Anne V. Coates       | "Under sina 60 år som filmregissör har hon arbetat sida vid sida med många ledande regissörer i samband med hennes imponerande filmografi"                                                                             | Statyett |
| 2016 | Frederick Wiseman    | "Wiseman har nästan varje år sedan 1967 skapat en ny film, fångat livet i kontext av det sociala, kulturella och statliga institut"                                                                                    | Statyett |
| 2017 | Charles Burnett      | "en resolut oberoende och inflytelserik filmpionjär som har krönikat svarta amerikaners liv med vältalighet och insikt"                                                                                                | Statyett |
| 2017 | Owen Roizman         | "hans expansiva visuella stil och tekniska innovation har fört fram kinematografins konst" | Statyett |
| 2017 | Donald Sutherland    | "för en livstid av outplånliga karaktärer, återgivna med orubblig sanningsenlighet" | Statyett |
| 2017 | Agnès Varda          | "hennes medkänsla och nyfikenhet ger en unikt personlig biograf" | Statyett |
| 2018 | Marvin Levy          | "för en exemplarisk karriär som publicist som har fört filmer till publikens sinnen, hjärtan och själar över hela världen"                                                                                             | Statyett |
| 2018 | Lalo Schifrin        | "som ett erkännande för hans unika musikaliska stil, integritet gällande komposition och inflytelserika bidrag till konsten att göra filmmusik"                                                                        | Statyett |
| 2018 | Cicely Tyson         | "vars oförglömliga framträdanden och personliga integritet har inspirerat generationer av filmskapare, skådespelare och publik"                                                                                        | Statyett |
| 2019 | David Lynch          | "för hans oförskräckta sprängande av gränser i jakten på sin unika filmiska vision." | Statyett |
| 2019 | Wes Studi            | "som ett erkännande av kraften och hantverket han tillför sina outplånliga filmskildringar och för sitt orubbliga stöd för Nordamerikas ursprungsbefolkning."                                                          | Statyett |
| 2019 | Lina Wertmüller      | "för hennes provokativa störning av politiska och sociala normer som levereras med tapperhet genom hennes valvapen: kameralinsen."                                                                                     | Statyett |

### 2020-talet
| År   | Pristagare        | Notering | Pris     |
| ---- | ----------------- | --- | -------- |
| 2021 | Samuel L. Jackson | "vars dynamiska framträdanden resonerar över genrer och generationer av publik över hela världen."                                                    | Statyett |
| 2021 | Elaine May        | "författare, regissör, artist, pionjär vars spännande komiska gnista lyser upp oss alla."                                                             | Statyett |
| 2021 | Liv Ullmann       | "för hennes djupt påverkande skildringar och hennes livslånga engagemang för att utforska människans tillstånd."                                      | Statyett |
| 2022 | Euzhan Palcy      | "en mästerlig filmskapare som bröt mark för svarta kvinnliga regissörer och inspirerade historieberättare av alla slag över hela världen."            | Statyett |
| 2022 | Diane Warren      | "för hennes geni, generositet och passionerade engagemang för kraften i sång i film."                                                                 | Statyett |
| 2022 | Peter Weir        | "en orädd och fulländad filmskapare som har belyst den mänskliga upplevelsen med sitt unika och expansiva arbete."                                    | Statyett |
| 2023 | Angela Bassett    | "Under sin decennier långa karriär har Angela Bassett fortsatt att leverera transcendenta prestationer som sätter nya standarder inom skådespeleriet" | Statyett |
| 2023 | Mel Brooks        | "Mel Brooks lyser upp våra hjärtan med sin humor, och hans arv har haft en bestående inverkan på alla aspekter av underhållning"                      | Statyett |
| 2023 | Carol Littleton   | "Littletons karriär inom filmklippning fungerar som en modell för dem som kommer efter henne"                                                         | Statyett |